# Dorcadion piochardi
Dorcadion piochardi là một loài bọ cánh cứng trong họ Cerambycidae.